# Ingleby Barwick
Ingleby Barwick (wym. ˈbɑrɪk) – rozległe (prywatne) osiedle mieszkaniowe oraz civil parish w dystrykcie Stockton-on-Tees, w North Yorkshire, w Anglii. W 2011 roku civil parish liczyła 20 378 mieszkańców.

Plan Ingleby Barwick
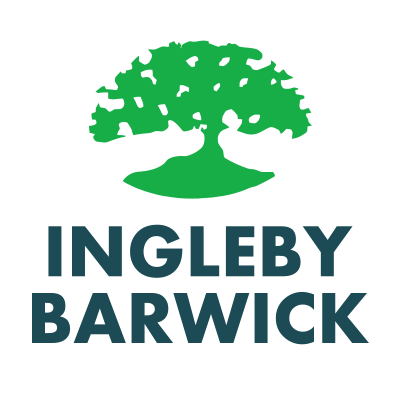
Oficjalne logo wspólnoty Ingleby Barwick